# レッチュベルクベーストンネル

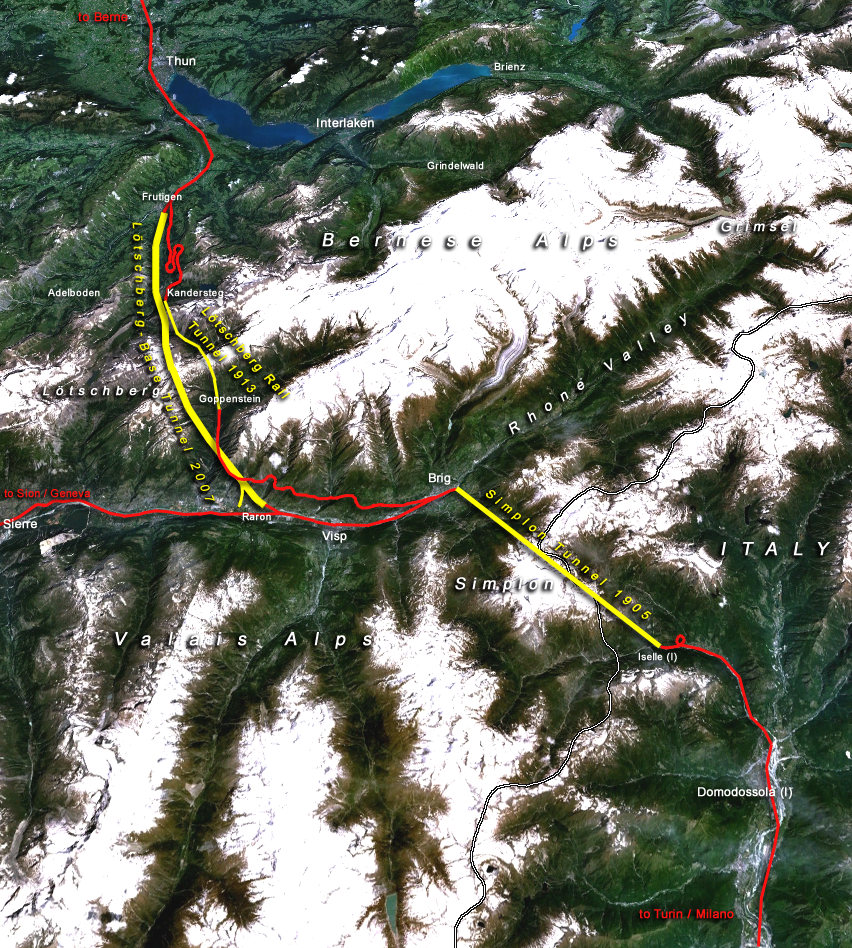
レッチュベルクベーストンネルと1世紀前に建設されたシンプロントンネルがアルプトランジットプロジェクトの西側を構成する（黄色：長距離トンネル、赤色：既存の幹線、数字：完成年度）

レッチュベルクトンネル（旧トンネル、黄色）と当トンネル（紫色）の長さ・海抜の比較

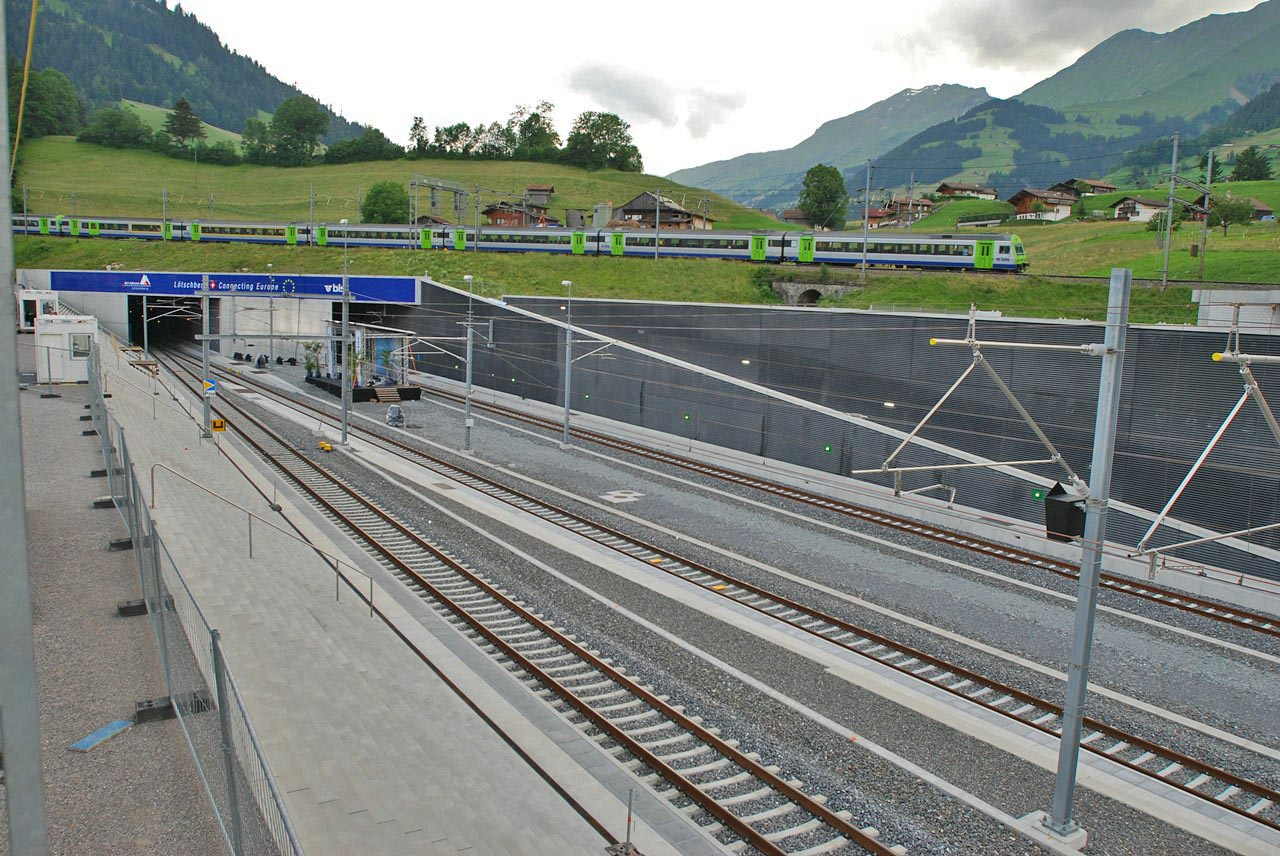
フルティゲンの北側入り口

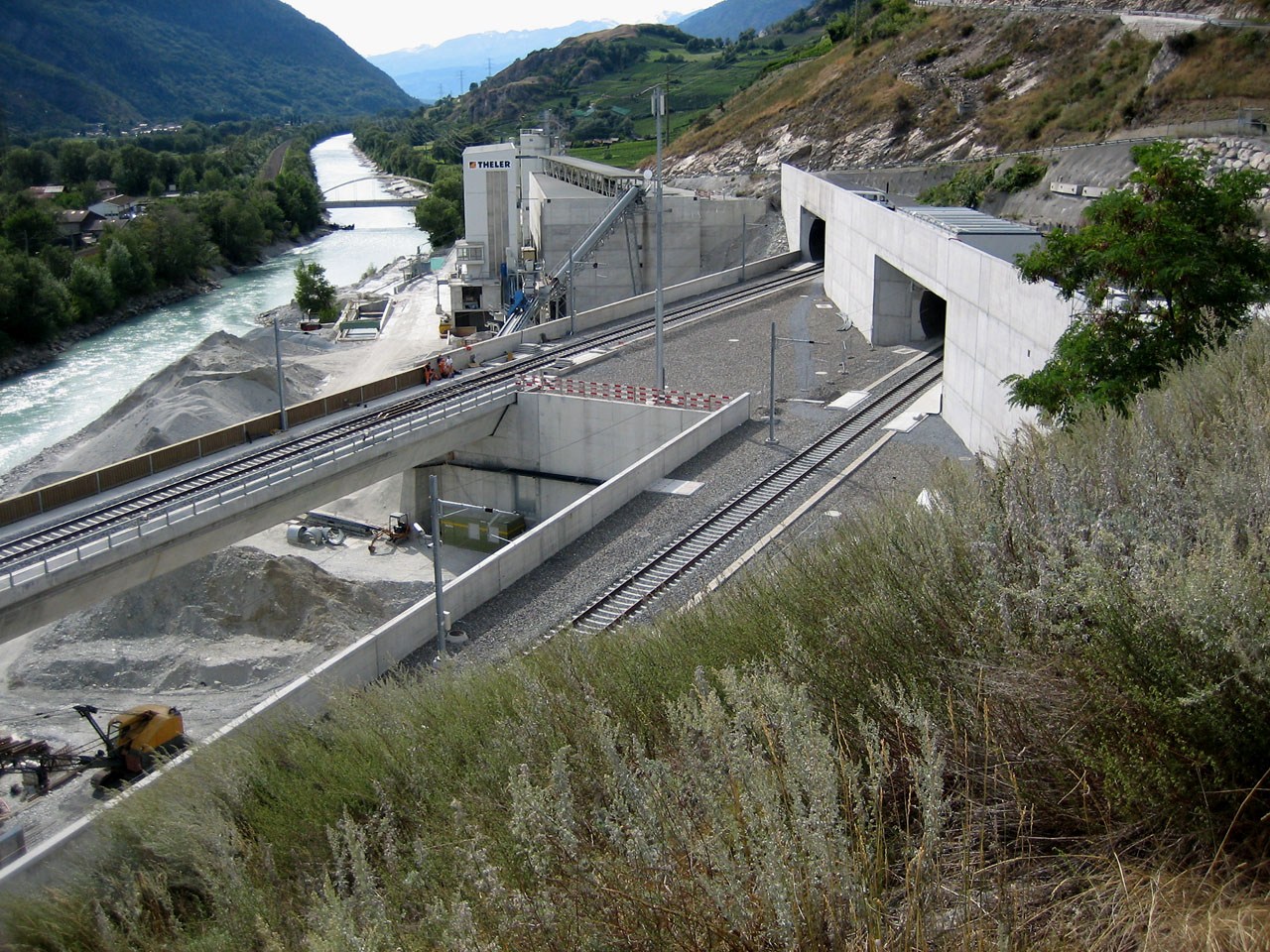
ラロン近郊の南側入り口

レッチュベルクベーストンネル (Lötschberg-Basistunnel: LBT) は、スイスのベルン州とヴァレー州を結ぶ鉄道トンネル。レッチュベルク基底トンネル、レッチベルク（ベース）トンネルともいう。アルプス山脈を貫く形で建設され、ベルン州フルティゲンとヴァレー州ラロンを結ぶ。2005年4月28日に貫通し、2006年に工事が完成、2007年6月15日に運行を開始し、2007年12月9日から全面的な利用が開始された。
それまでのレッチュベルクトンネル（旧トンネル）が手狭になったために建設され、旧トンネルの下400 mを通っている。
全長は34.6 kmで、陸上トンネルとしては、それまで1位だった岩手一戸トンネルを抜き、ゴッタルドベーストンネルの開通まで世界最長であった。

## プロジェクト
スイス国内を通行する道路交通を緩和するアルプトランジット計画の一貫として建設された。ドイツ国内で列車に車両を搭載し、スイスを通過してイタリアで降車させる運用が考えられている。また所要時間が半減することになるため、ドイツの旅行者がスキーリゾートに行きやすくなり、ヴァレー州がベルンへの通勤圏内となるという効果を持っている。総工費は8億4000万ドルの予算超過を含んで約35億ドル（約4000億円）。
アルプトランジット計画では同じようなトンネルとしてゴッタルドベーストンネルも建設され、2016年6月1日に開通した。

## 完成状況
プロジェクトにはヴァレー州でローヌ川を横断する2本の橋と、開削工法で建設された2.6 kmのエングシュトリゲトンネル（Engstlige Tunnel, 複線の線路を壁で仕切っている）を含んでいる。アルプトランジット計画の予算高騰のため、より重要なゴッタルドベーストンネルに資金が回されることになり、当トンネルは一部の計画が未完となっている。
予定では、2本の並行した単線トンネルで構成され、300 mおきに連絡路で結ばれて、非常時にもう片方のトンネルを避難に利用できるようになっていた。現状では南から北へ向かって、最初の3分の1が複線で建設され、次の3分の1は単線のみ線路が敷設されもう一方は掘削のみ、最後の3分の1は単線のみである。この区間では調査坑が避難に用いられることになっている。全体の計画は3段階に分割され、現在はフェーズ1のみが完成している。
- フェーズ1：西側トンネルの4分の3と東側トンネルの全て、ローヌ川の橋、エングシュトリゲトンネル、シュテーク（英語版）からの分岐トンネルを完成する。当トンネルとエングシュトリゲトンネルの東側と、当トンネルの西側トンネルのうち南から約12 kmの区間に線路を敷設する。
- フェーズ2：掘削のみで線路が敷設されていない当トンネルとエングシュトリゲトンネルの西側トンネルに線路を敷設する。
- フェーズ3：西側トンネルの残り約8 kmを完成させる。シュテークからの分岐トンネルに線路を敷設し、ブリーク - ローザンヌ間の本線にローザンヌ方面へ向けて接続する。

フェーズ2とフェーズ3は、同時に施工される可能性もある。プロジェクトの全面完成には、さらに10億スイスフランが必要とされる。
この単線区間の存在が線路容量を大きく制約しており、線路が列車で飽和状態となっていることから、2016年に複線化の計画を行う契約が発注された。複線化には10億スイスフランがかかると見込まれている。この策定された計画は2019年春に公表され、2021年から2022年にかけて建設が始まり、2028年までに完成させる計画となっている。

## 運用

### 当初の計画
新トンネルルートは1日あたり110本、また新トンネルルートに単線区間があるため、旧トンネル（山周りルート）は66本の列車が運行する予定。110本のうち30本が旅客列車、80本が貨物列車となる。インターモーダル輸送用の列車は最大4,000トン、全長1,500 mに達するため旧トンネルを通行できない。
21 kmにわたる待避線の存在しない単線区間が存在するため、7分以上遅れてきた列車は旅客列車であれ貨物列車であれ、さらなる遅延を招く旧トンネルに回されるか、次の空き時間を待つことになる。

### 運用開始
線路の敷設は2006年7月24日に完了した。その後、1,000回以上の試運転が実施され、ETCS level2の試験も行われた。2007年6月の開通式後は12月の全面運用開始まで一部の貨物列車がトンネルを利用する。またシュピーツからブリークまで無停車のインターシティもトンネルを利用することになったが、本来約30分で通過できるところを従来の時刻表に基づいて56分で通過している。

### 2020年の水害
2020年2月6日にトンネル内に水が浸入したため一時的に閉鎖となり、2本のトンネルのうち1本が翌2月7日に運用を再開、残りも2月20日に運用を再開した。しかし3月14日にさらなる水の浸入があって不通となり、直接水の影響を受けなかった西側のトンネルは翌日運行が再開されたものの、大きく浸水した東側のトンネルは6週間にわたって閉鎖され、4月24日17時に運用が再開された。浸水した区間は水を通しやすい石灰岩を通過しており、山体内の水のバランスの変化は予測しがたいため、監視カメラを設置し定期的に検査を行うことになった。また長期的には、列車の運行に影響を与えずに浸水と土砂の流入を排除できるように、大きな排水タンクを備えることが計画されている。

### 運行速度
- 普通貨物列車: 100 km/h
- 特別貨物列車: 160 km/h
- 普通旅客列車: 200 km/h
- 振り子式列車: 250 km/h